# Clyde Doyle

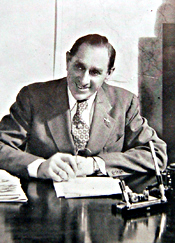
Clyde Doyle

Clyde Gilman Doyle (* 11. Juli 1887 in Oakland, Kalifornien; † 14. März 1963 in Arlington, Virginia) war ein US-amerikanischer Politiker. Zwischen 1945 und 1963 vertrat er zwei Mal den Bundesstaat Kalifornien im US-Repräsentantenhaus.

## Werdegang
Clyde Doyle besuchte die öffentlichen Schulen in Oakland, Seattle, Los Angeles und Long Beach. Nach einem anschließenden Jurastudium an der University of Southern California in Los Angeles und seiner 1917 erfolgten Zulassung als Rechtsanwalt begann er in Long Beach in diesem Beruf zu arbeiten. Gleichzeitig schlug er als Mitglied der Demokratischen Partei eine politische Laufbahn. Er wurde Mitglied im Bildungsausschuss des Staates Kalifornien. Bei den Kongresswahlen des Jahres 1944 wurde Doyle im 18. Wahlbezirk von Kalifornien in das US-Repräsentantenhaus in Washington, D.C. gewählt, wo er am 3. Januar 1945 die Nachfolge von William Ward Johnson antrat. Da er im Jahr 1946 dem Republikaner Willis W. Bradley unterlag, konnte er bis zum 3. Januar 1947 zunächst nur eine Legislaturperiode im Kongress absolvieren. In dieser Zeit endete der Zweite Weltkrieg.
Bei den Wahlen des Jahres 1948 wurde Doyle erneut im 18. Distrikt seines Staates in den Kongress gewählt, wo er am 3. Januar 1949 Bradley wieder ablöste. Nach sieben Wiederwahlen konnte er bis zu seinem Tod am 14. März 1963 im US-Repräsentantenhaus verbleiben. Seit 1953 vertrat er dort als Nachfolger von Clinton D. McKinnon den 23. Wahlbezirk. In diese Zeit fielen unter anderem der Kalte Krieg, der Koreakrieg und innenpolitisch die Bürgerrechtsbewegung.